# Farrukhabad (distrikt)
Farrukhabad (hindi: फ़र्रुख़ाबाद ज़िला, urdu: فرّخ آباد ضلع) er et distrikt i den indiske delstat Uttar Pradesh. Distriktets hovedstad er Fatehgarh.

## Demografi
Ved folketællingen i 2011 var der 1,887,577 indbyggere i distriktet, mod 1,570,408 i 2001. Den urbane befolkningen udgjør 22,00 % af befolkningen.
Børn i alderen 0 til 6 år udgjorde 15,51 % i 2011 mod 18,35 % i 2001. Antallet af piger i den alder per tusinde drenge er 897 i 2011.